# Vamberk
Vamberk (en allemand : Wamberg) est une ville du district de Rychnov nad Kněžnou, dans la région de Hradec Králové, en Tchéquie. Sa population s'élevait à 4 676 habitants en 2024.

## Géographie
Vamberk est arrosée par la Divoká Orlice, un affluent de l'Orlice, et se trouve à 6 km au sud-sud-est du centre de Rychnov nad Kněžnou, à 35 km à l'est-sud-est de Hradec Králové et à 133 km à l'est de Prague.
La commune est limitée par Rychnov nad Kněžnou au nord, par Jahodov et Rybná nad Zdobnicí à l'est, par Záchlumí, Potštejn et Záměl au sud, et par Doudleby nad Orlicí et Lupenice à l'ouest.

## Histoire
La première mention écrite de la localité date de 1341.

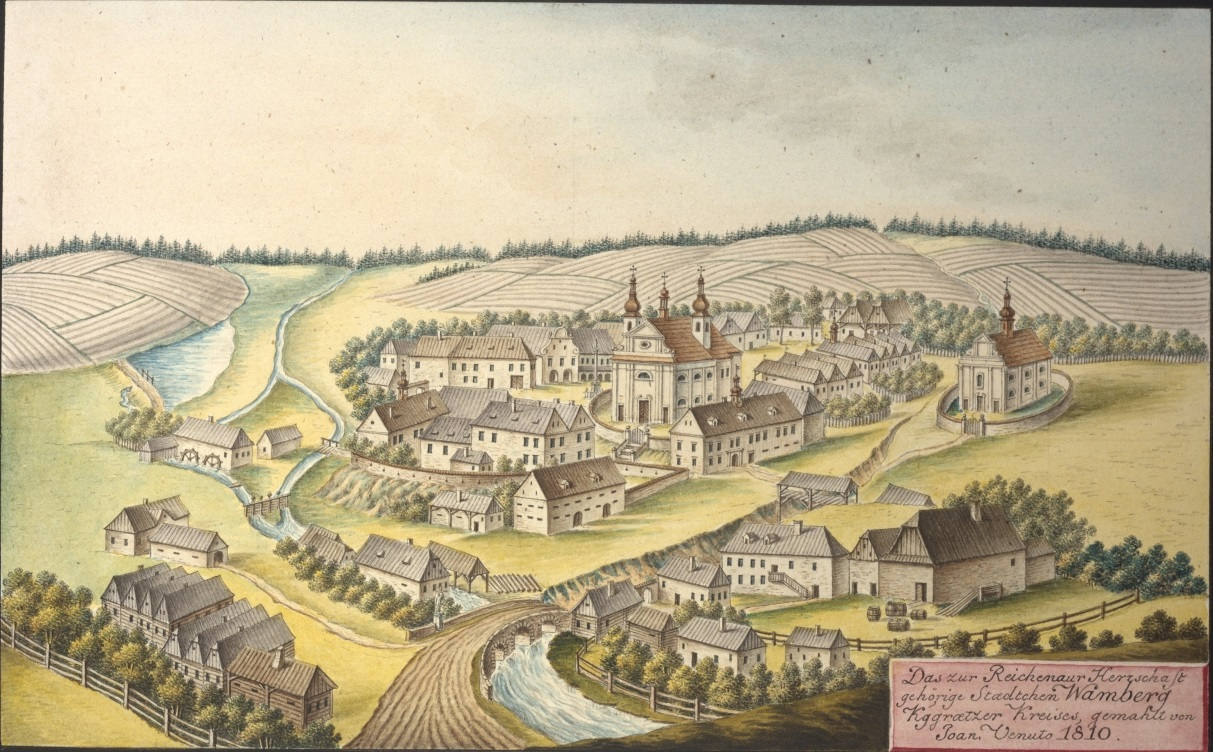
Vamberk en 1810, par Joann Venuto.

## Galerie

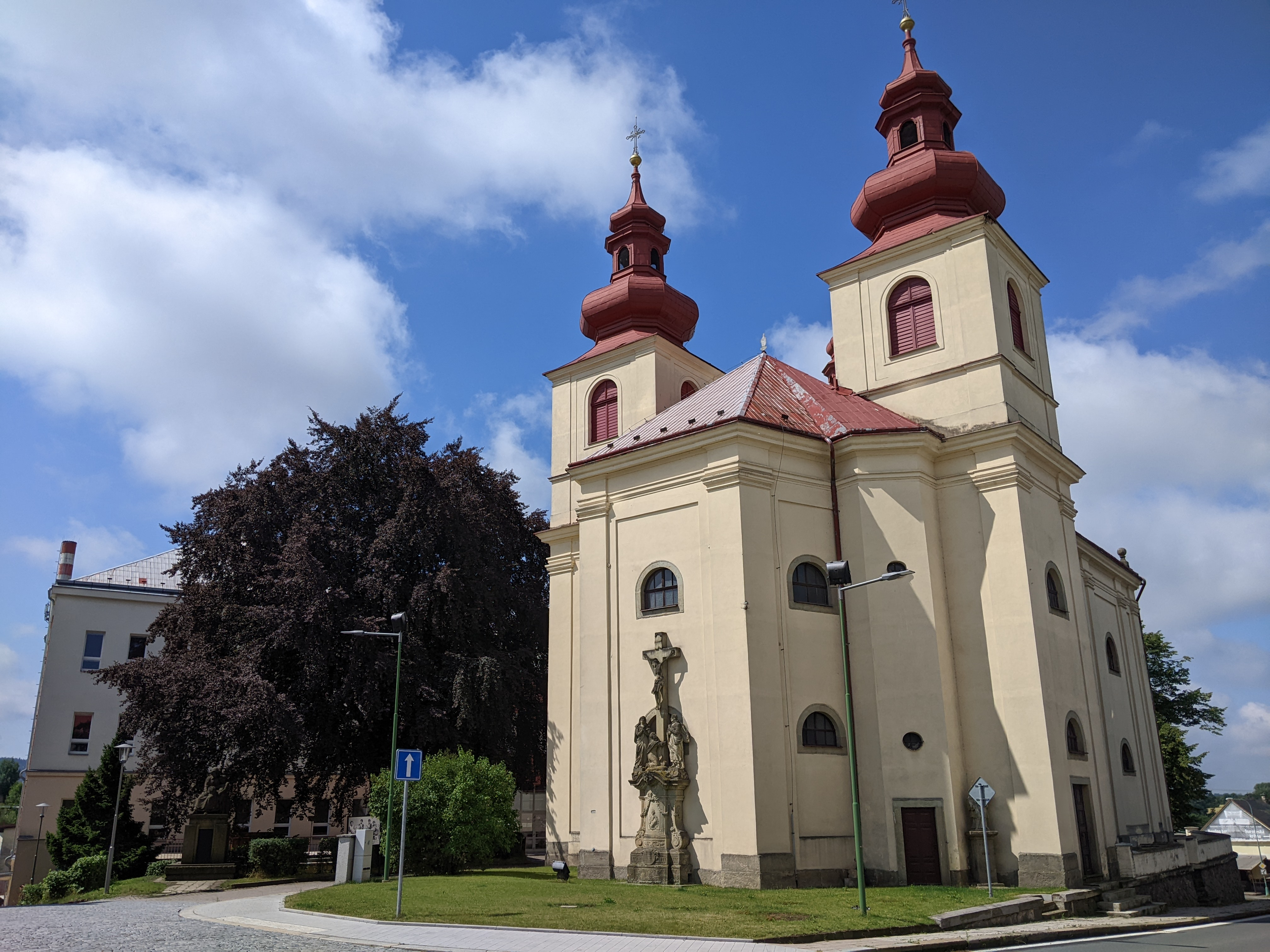
Église Saint-Procope.
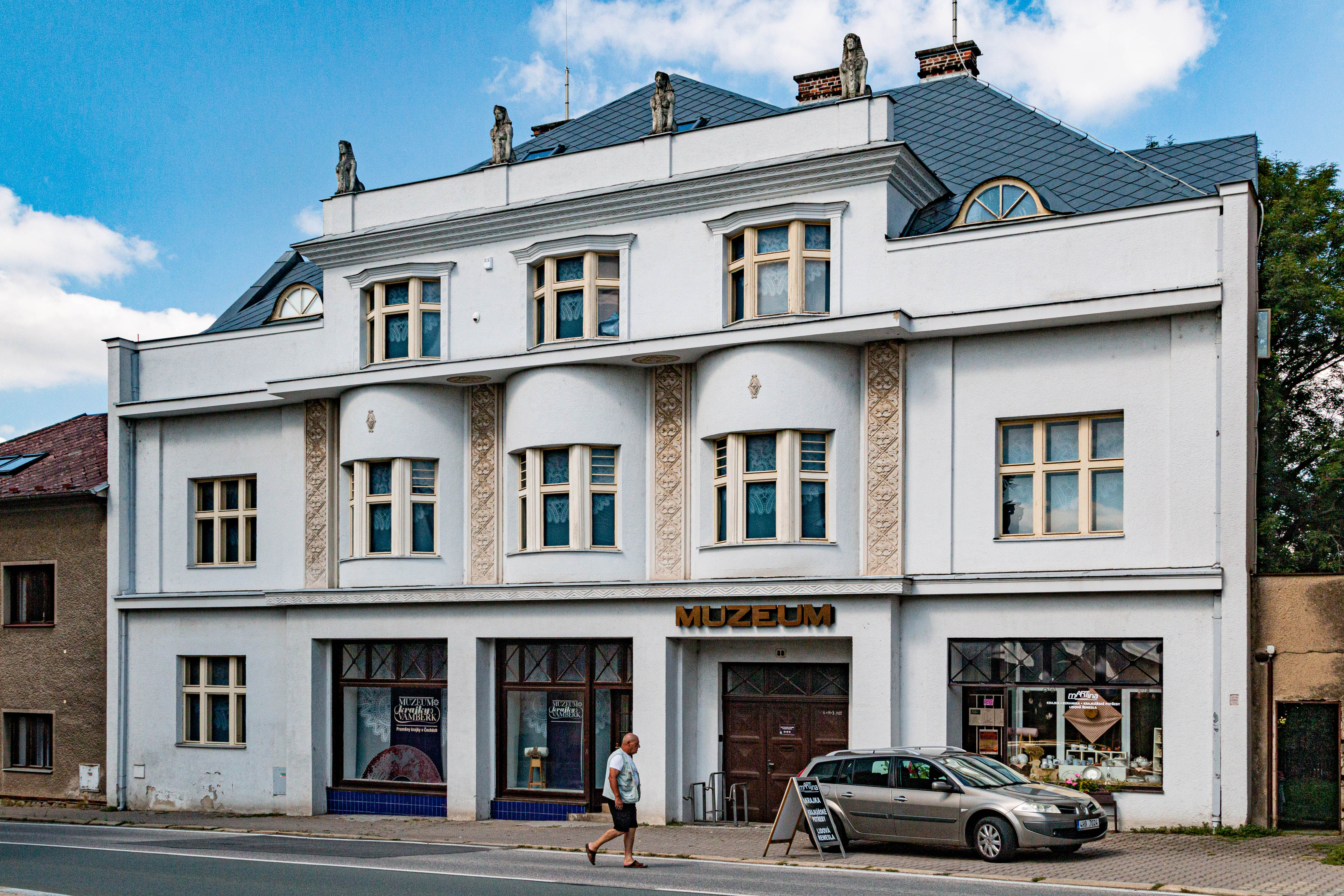
Vamberk : musée de la dentelle.

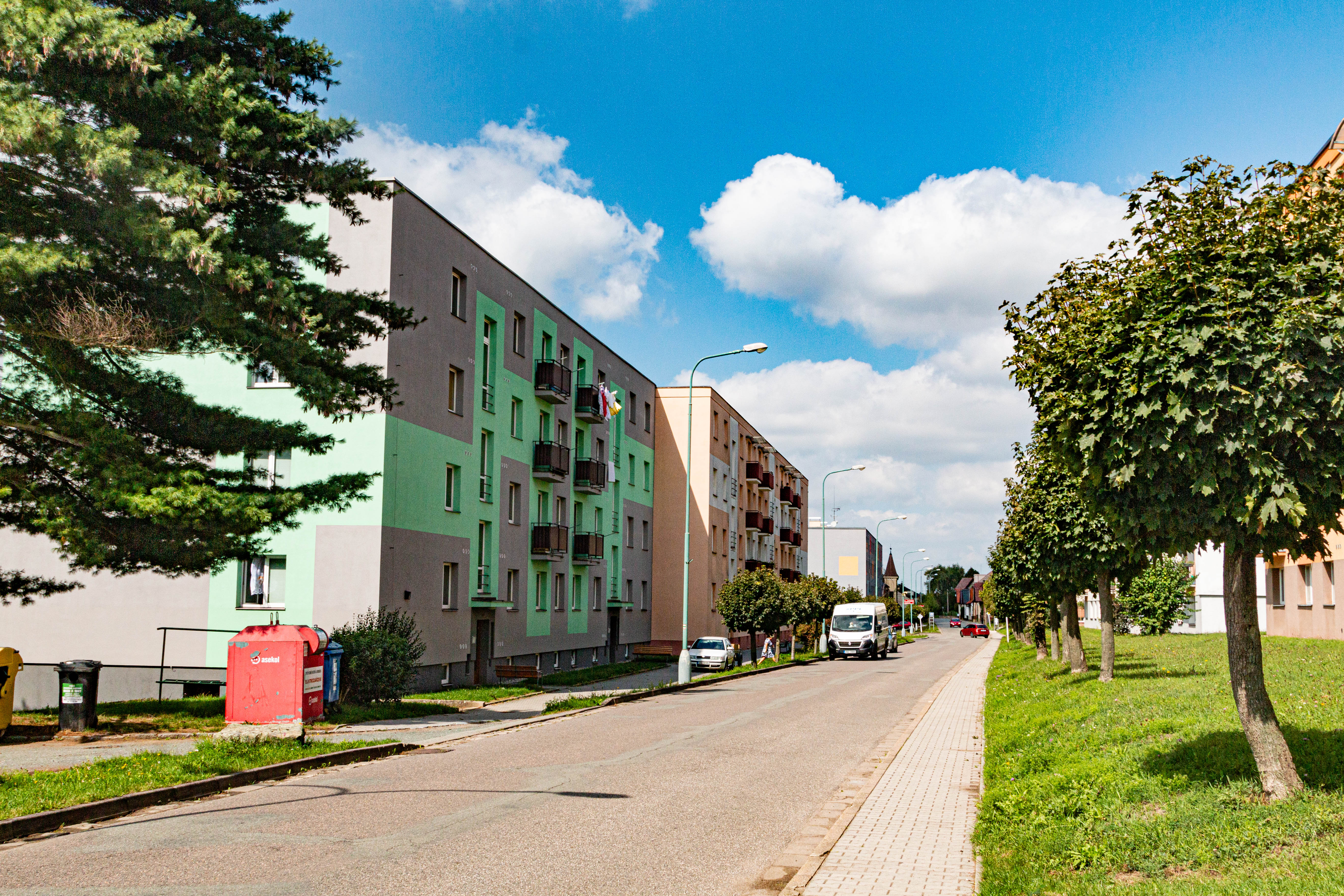
Vamperk : rue Jiráskova.
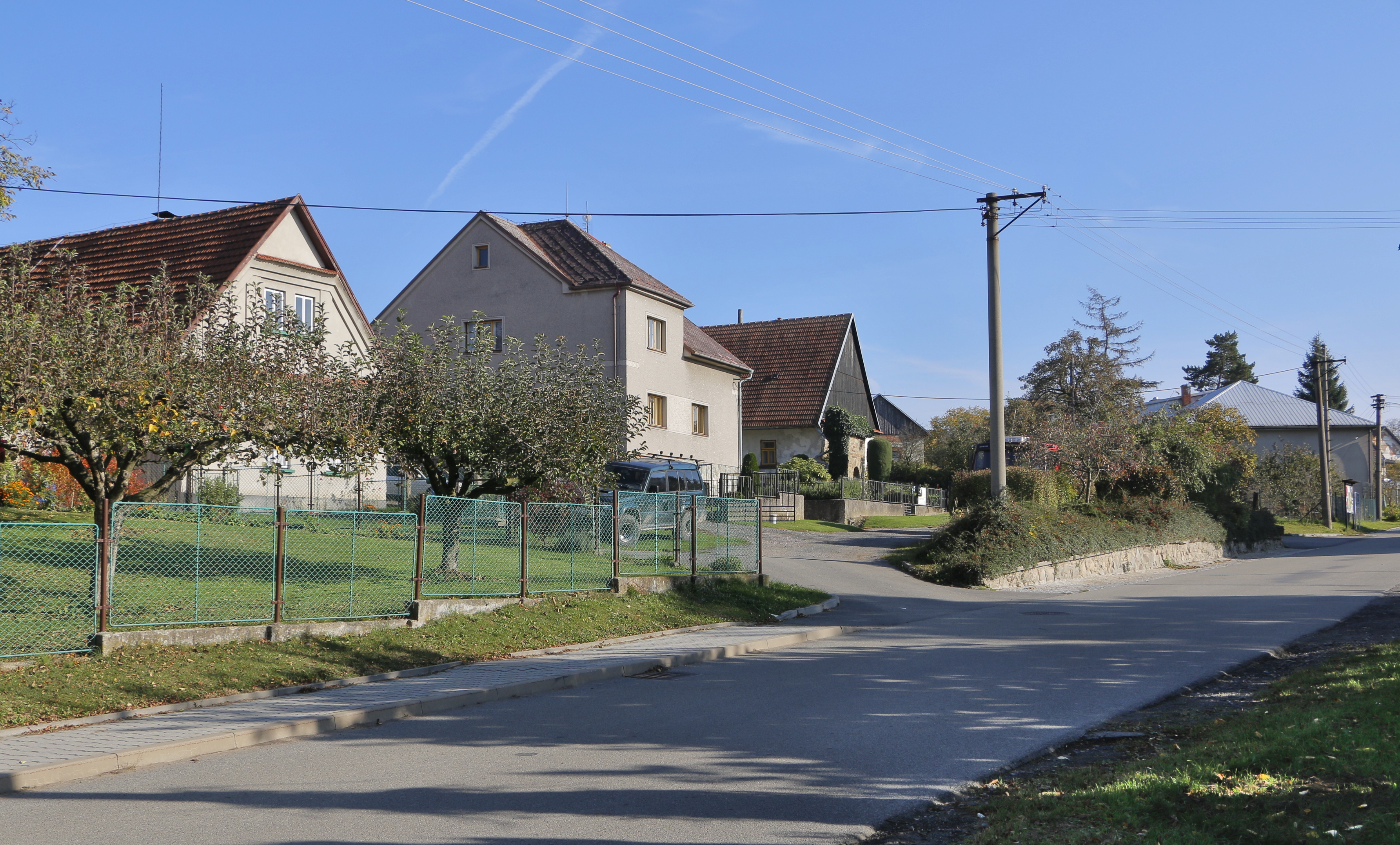
Quartier Merklovice.

## Transports
Par la route, Vamberk trouve à 6,5 km de Rychnov nad Kněžnou, à 11 km d'Ústí nad Orlicí, à 38 km de Hradec Králové et à 156 km de Prague. 